# Движение за независимость Тибета

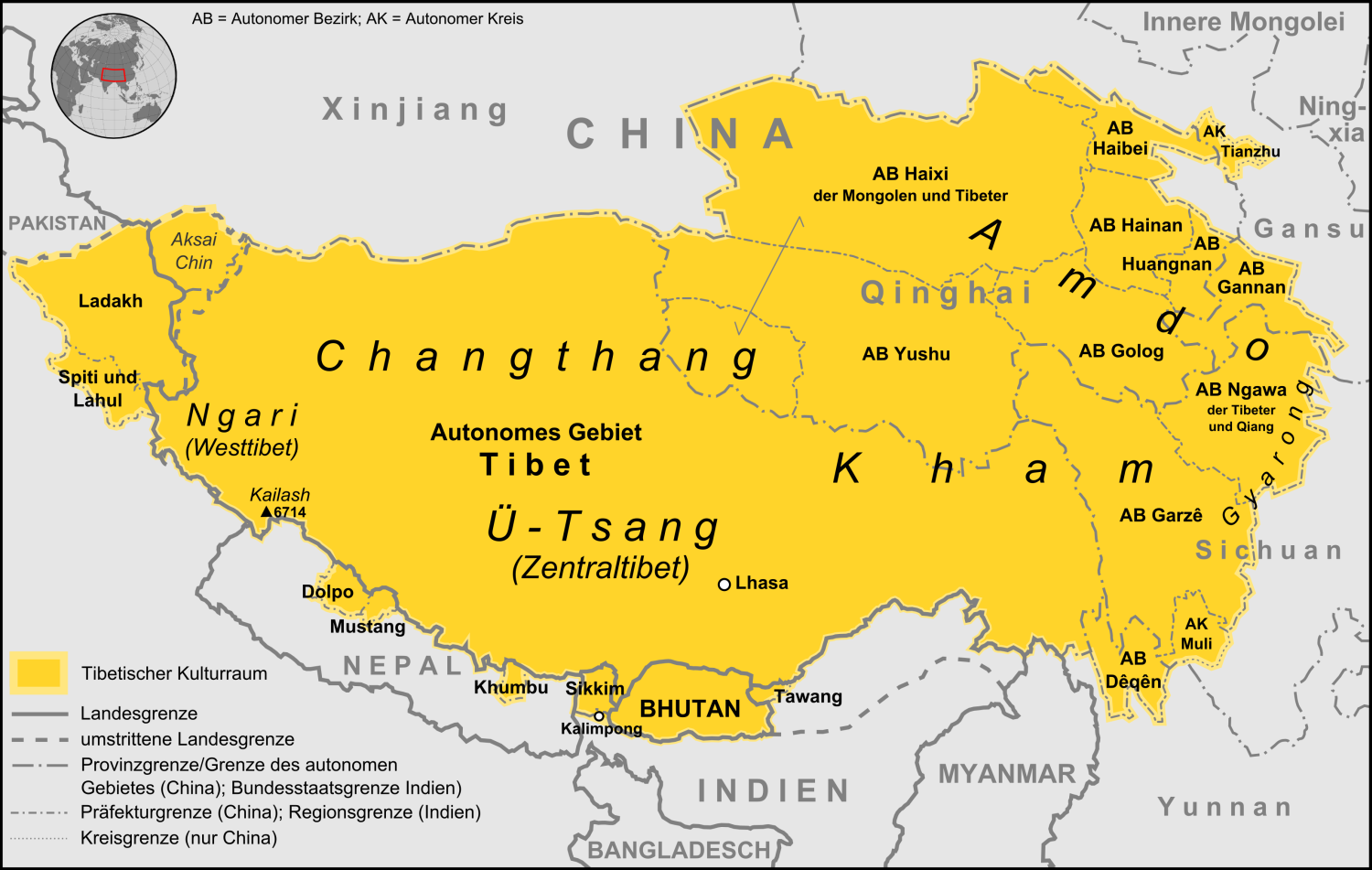
Карта Большого Тибета состоит из У-Цанга, Кхама и Амдо. Современные административные образования состоят из Тибетского автономного района + частей Цинхая, Сычуани и Юньнани. Кроме того, большая часть современной Уйгурии и части Индии, Непала, Бутана, Мьянмы и Бангладеш в прошлом входили в состав Тибетской империи.

Флаг Тибета часто используется как символ движения за независимость Тибета. Он был представлен Далай-ламой XIII в начале 20 века и в настоящее время используется тибетским правительством в изгнании в Индии.

Движение за независимость Тибета, также движение за свободу Тибета (кит. трад. 西藏獨立運動, упр. 西藏独立运动) — движение за полную независимость Тибета или его подлинную автономию в составе Китайской Народной Республики.
После военного вторжения китайских войск в Тибет в 1950 году и вынужденного подписания соглашения из 17 пунктов в 1951 году Тибет стал частью Китая. Наплыв в Тибет военного и гражданского населения из КНР, а также политика китайских коммунистов привели сначала к недовольству местного населения, а в итоге к массовому восстанию тибетцев в 1959 году. Восстание было подавлено, Далай-лама XIV и группа тибетцев в целях спасения покинули Тибет. Волнения в Тибете продолжаются по настоящее время, наиболее крупные из них происходили в 1987—1989 и 2008 годах.
В изгнании Далай-лама XIV ведёт активную деятельность по достижению подлинной автономии Тибета, став фигурой мирового масштаба и снискав уважение за приверженность методам ненасилия. В Индии было основано Тибетское правительство в изгнании, которое стремится решить вопрос национальной независимости и защиты прав тибетцев. В тибетской диаспоре образуются молодёжные группы, активно выступающие за независимость Тибета и критикующие правительство за медленное решение вопроса.
После тибетского восстания 1987 года большую известность получило движение за свободный Тибет на Западе, чему в немалой степени способствовало участие в движении знаменитых актёров и музыкантов, появление таких фильмов, как «Кундун» и «Семь лет в Тибете».

## Сопротивление тибетцев, живущих в Тибете
С 1959 по настоящее время местное коренное население Тибета устраивало множество акций сопротивления китайским властям. Советские историки отмечали, что «сопротивление населения экономическому ограблению и национально-культурному геноциду в национальных районах существовало постоянно, доходя до прямого вооружённого восстания в некоторых районах».
Наиболее крупные восстания в Тибете происходили в 1959, 1987—1989 и 2008 годах.

### Тибетское восстание (1959)
В 1951 году, через два года после военного вторжения китайских войск в Тибет, вызванная в Пекин тибетская делегация вынужденно подписала навязанное китайскими властями соглашение. Оно гарантировало Тибету автономию, но разрешала расположение в Лхасе гражданского и военного штаба КНР.
Скрытое недовольство населения в связи с наплывом военных и гражданских лиц из Китая привело к партизанской войне (при поддержке ЦРУ), а затем, в марте 1959 года, к массовому восстанию тибетцев. В антикитайском движении участвовали широкие слои населения Тибета. Восстание было подавлено. В том же году Далай-лама, большинство его министров и множество последователей покинули Тибет.

### Беспорядки в Тибете (1987—1989)
Небольшая демонстрация за независимость Тибета, проведённая группой монахов в Лхасе 27 сентября 1987 года, продолжилась широкими народными протестами, возникавшими в течение 1989 года. Волнения охватывали Тибетский автономный район, Сычуань, Цинхай, Юньнань и Ганьсу.
5 марта 1989 года произошёл наиболее серьёзный бунт, длившийся три дня. По разным оценкам во время волнений погибло от 80 до 400 человек, по официальному заявлению Китая — 11. Согласно фотоплёнкам и документам, представленным бывшим китайским журналистом Тангом Д., силами безопасности Китая было убито более 450 тибетцев. 7 марта было введено военное положение, которое было снято более года спустя, 1 мая 1990 года.
Согласно одной из оценок, с 27 сентября 1987 года и до конца 1990 года в Тибете произошло более 150 демонстраций различного масштаба.

### Тибетский мятеж (2008)
Крупные волнения, связанные с 49-й годовщиной восстания против китайских властей, имели место в 2008 году и были приурочены к началу летних Олимпийских Игр в Пекине. Тибетское правительство в изгнании настаивает, что к восстанию привело подавление китайскими силовиками мирной демонстрации, однако Пекин говорит о том, что демонстрация практически сразу переросла в погром, в ходе которого целенаправленно убивали этнических китайцев и уничтожали их имущество. Бунт был жестоко подавлен. Регион немедленно был закрыт для любых иностранных граждан на несколько месяцев. По неофициальным источникам, в результате подавления восстания были убиты и замучены в тюрьмах более тысячи человек, однако впоследствии даже администрация Далай-ламы признавала, что озвученное ею ранее количество убитых — 140 человек — является преувеличенным. По сведениям Тибетского центра за права человека и демократию, к марту 2009 года были подтверждены данные о гибели примерно 70 тибетцев; из арестованных 6500 чел. около 5 тыс. оставались в заключении.

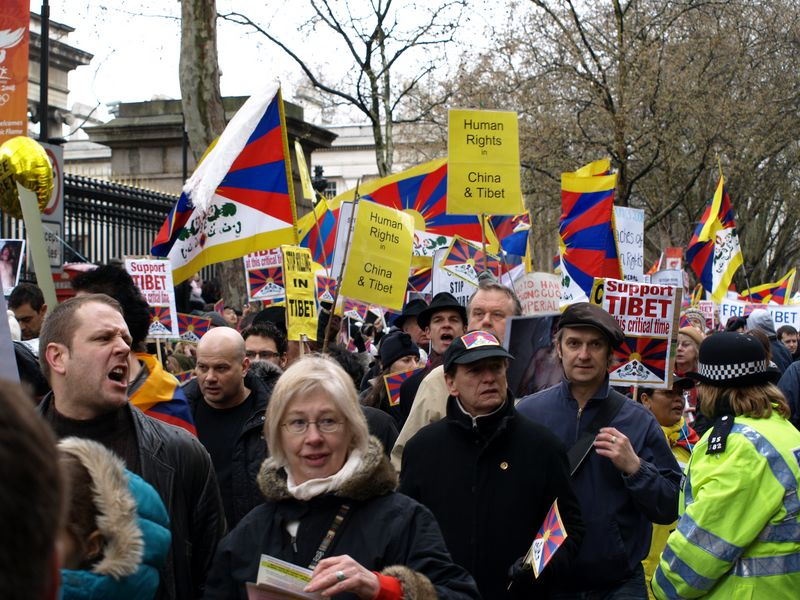
Митинг в поддержку Тибета, Лондон, 2008 год.

Мировое сообщество осудило применение грубой силы при подавлении волнений. Был поднят вопрос о «демонизации Китая» в глазах общественности. Во многих странах Евросоюза, где обширна тибетская диаспора, возникли идеи создания бойкота предстоящей Олимпиады от имени всего ЕС в связи с событиями в Тибете. Председательствующая на тот момент в качестве главы ЕС — Франция морально поддержала идею бойкота, но к началу Олимпиады так и не решилась выполнить её и приняла участие в играх[уточнить].
Согласно позиции официальных государственных СМИ КНР по факту беспорядков, что во всем виновато Тибетское правительство в изгнании и зачинщиками погромов выступила некая малочисленная группировка, поддавшаяся призывам религиозного главы Далай-Ламы, с обвинением международных СМИ в искажении информации. Официальный Пекин обещал предоставить факты об организации беспорядков Далай-ламой, но такие факты так и не были предоставлены. Далай-лама опроверг заявления о его причастности к беспорядкам и призвал тибетцев к ненасильственному решению тибетского вопроса. Тибетское правительство в изгнании обвинило власти КНР в том, что они спровоцировали насилие в Тибете для последующей расправы с недовольными китайским правлением.

### Увеличение числа тюрем
До начала оккупации в 1959 году в Тибете существовало 2 тюрьмы, в которых содержание даже 15 заключённых уже вызывало скандал. С момента вторжения Китая количество арестованных беспрецедентно увеличилось, а число уголовных учреждений умножилось. Точное количество тюрем на текущий момент установить сложно из-за ограничения доступа к информации со стороны Китая. По данным тибетской стороны на 2001 год, всего в Тибетском автономном районе было 12 тюрем и 13 трудовых лагерей, в Цинхае — 32, в Сычуани — 6; более половины всех заключённых — духовенство.

## Движение тибетских беженцев за независимость

### Правительство Тибета в изгнании

Флаг Тибета, принятый в 1925 году Далай-ламой XIII

Покинувшие в 1959 году Тибет беженцы поселялись в основном в Непале, Бутане и Индии. Далай-лама XIV получил прибежище в Дхарамсале (Индия), где расположилось Тибетское правительство в изгнании. Далай-лама и правительство контактировали с главами государств, оповещали международные СМИ о том, что Тибет был оккупирован Китайской народной республикой.
Правительство Тибета в изгнании устанавливает демократические принципы в тибетской диаспоре, 10 марта 1963 был принят проект конституции. Основные темы, которыми занимается правительство, это вопрос национальной независимости, сохранение тибетской культуры и религии, защита экологии Тибета, защита прав тибетцев.

### Далай-лама XIV
До 2002 года Далай-лама XIV, духовный лидер тибетских буддистов, был главой Тибетского правительства в изгнании. В результате его усилий по тибетскому вопросу были приняты три резолюции ООН в 1959, 1961 и 1965 годах. В первые десятилетия, проведённые в изгнании, основная часть его работы была посвящена таким вопросам как благополучие тибетских беженцев и сохранение тибетской культуры. Одновременно выполнялась другая важная цель — создание и поддержание осведомлённости международной общественности о бедственном положении в Тибете.

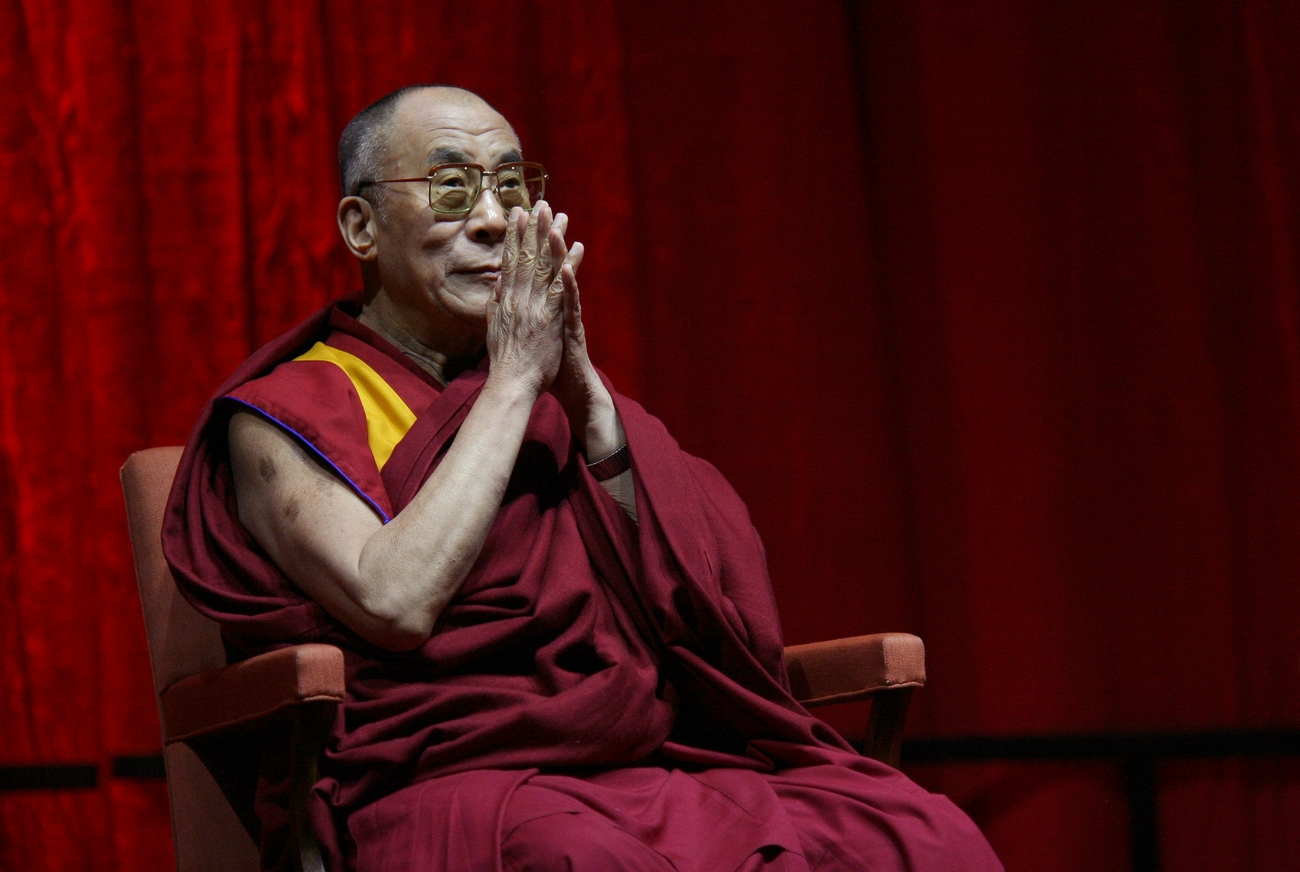
Далай-лама XIV (Бельгия, 2006)

В 1987 году Далай-лама выдвинул План мира по Тибету из 5 пунктов, в котором было предложено восстановление автономии Тибета, национальной идентичности и прав тибетцев, а также создание зоны мира. 15 июня 1988 года Далай-лама XIV был приглашён выступить перед Европейским парламентом в Страсбурге, где он представил проработанный план мира из пяти пунктов, акцентируя внимание на правах тибетцев жить свободно. Своё предложение он назвал «срединным путём» между полной независимостью Тибета и полным его поглощением Китайской народной республикой. 14 октября Европейский парламент издал резолюцию, выразив своё беспокойство по тибетскому вопросу. В 1989 году за проводимую им политику ненасилия Далай-лама был удостоен Нобелевской премии мира.
Начиная с 1990-х годов, Далай-лама подчёркивает в своих выступлениях и интервью, что Тибет ищет автономии, а не независимости. В ноябре 2008 года в Пекине его посланниками был представлен «Меморандум о подлинной автономии для тибетского народа», в котором был озвучен отказ от борьбы за независимость и согласие на подлинную автономию в случае удовлетворения Китаем ряда требований тибетской стороны.
Далай-лама неизменно акцентирует, что для достижения поставленных целей необходимо использовать только ненасильственные методы: мирные демонстрации, работу с общественным мнением и другие. За свою приверженность ненасилию и делу свободы Тибета Далай-лама является одним из самых уважаемых людей во всём мире.

### Тибетский молодёжный конгресс
Тибетский молодёжный конгресс — одна из наиболее активных молодёжных групп, выступающих за независимость Тибета. Она была основана в 1970 году. Её членами часто становятся прибывшие из Тибета беженцы. Конгресс выступает за ненасильственную борьбу, но в отличие от Далай-ламы эта группа требует не автономии, а полной независимости Тибета, а также критикует Тибетское правительство в изгнании за медленное решение вопроса возвращения на родину. По мнению китайских властей, деятельность конгресса носит террористический характер.
Значительное внимание СМИ привлекла акция Тибетского молодёжного конгресса, состоявшая в марше протеста от Дхарамсалы до границы Тибета.

### Демографический состав
Тибетцы, чаще всего принимающие участие в кампаниях за независимость Тибета, это в большей степени беженцы, недавно прибывшие из Тибета, старшее поколение тибетцев, чьё детство прошло на Тибете, а также молодые тибетцы, родившиеся вне Тибета, во время их обучения в колледжах.

## Движение за свободу Тибета на Западе

### История развития
В 1960—1970-х годах интерес к движению за независимость Тибета не был сильно проявлен. Этому способствовала закрытость границ Тибета в 1963—1971 годах и недоступность информации, западная политика «единого Китая», холодная война, война во Вьетнаме и другие события, занимавшие внимание мирового сообщества.
Однако в 1987 году, когда произошла Лхасская демонстрация в 1987 году, и по демонстрантам, кидавшим камни, был открыт огонь из полуавтоматического оружия, ситуация в корне изменилась, в основном благодаря присутствию в тот момент в Лхасе иностранных журналистов, осветивших события. В скором времени появилось большое количество организаций, выступающих за независимость или полную автономию Тибета. Среди них:
- Free Tibet Campaign (основана в 1987 году)
- International Campaign for Tibet (1988)
- Students for a Free Tibet (1994)

### Участие знаменитостей

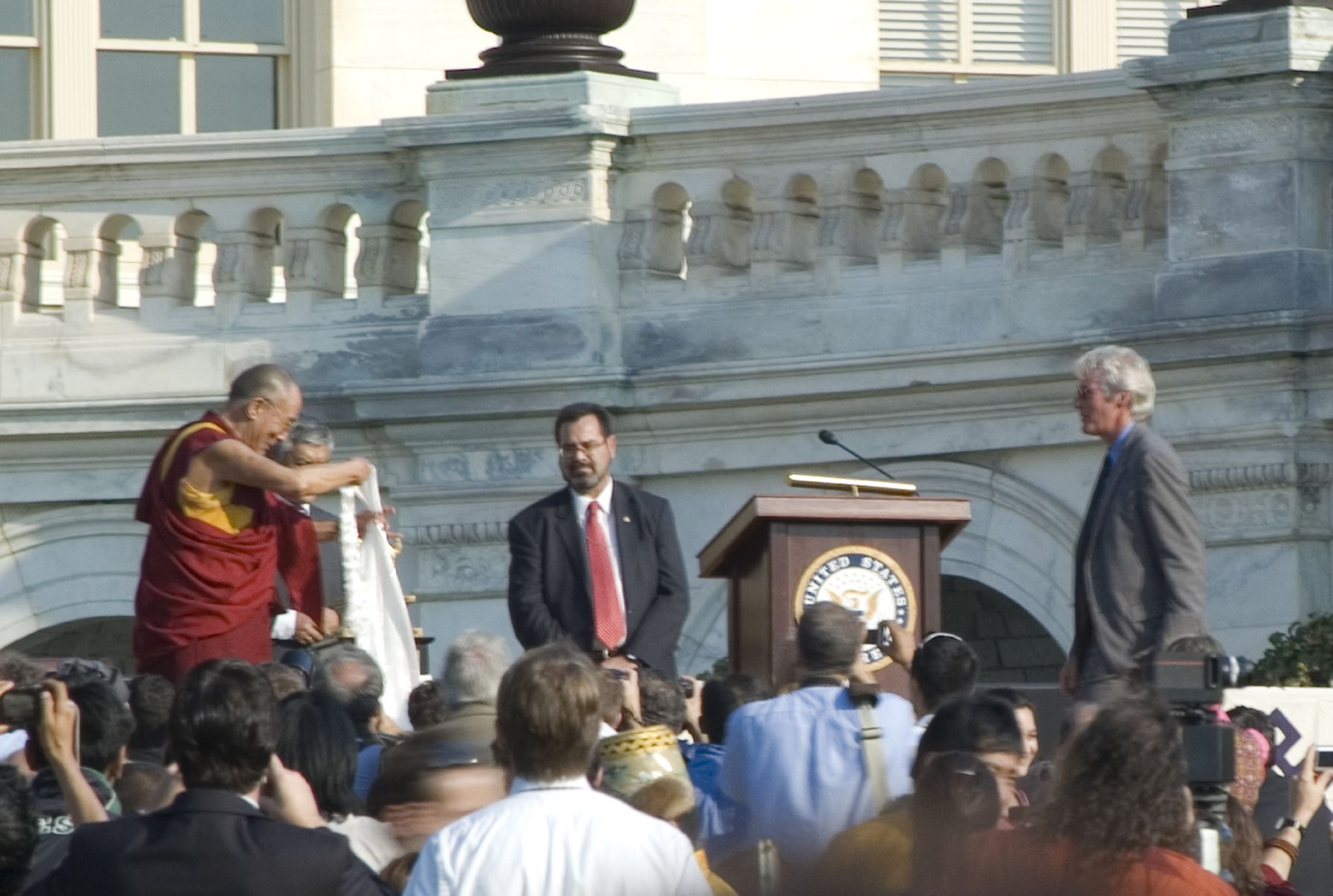
Далай-лама дарит хадак Ричарду Гиру, 17 октября 2007 года

Большой вклад в популярность движения за независимость Тибета внесли такие знаменитые люди, как Харрисон Форд, Голди Хоун, Джулия Робертс, Стинг, Бьорк и другие. Одним из наиболее активных участников движения является Ричард Гир. Он основал фонд «The Gere Foundation», чьей целью является помощь тибетцам, в том числе в вопросе автономии Тибета. В 1993 году, вручая одну из наград премии Оскар, он использовал подиум, чтобы осудить китайское правительство за действия в Тибете (после этого случая он был навсегда лишён возможности участвовать во вручении).
Основатель группы Beastie Boys Адам Яух организовал в 1996 году успешный рок-концерт «Tibetan Freedom Concert», который проводился затем ежегодно до 2001 года. Первый концерт состоялся в Сан-Франциско с участием таких групп как Red Hot Chili Peppers, Smashing Pumpkins, Beastie Boys, Бьорк и других. Концерт посетили 100 000 зрителей, благодаря ему удалось собрать более 800 000 долларов в помощь тибетцам.
Дополнительную известность движению принесли такие фильмы о Тибете, как «Семь лет в Тибете» и «Кундун».

## Критика
По мнению тибетолога М. Голдштейна, широкая поддержка, оказываемая тибетцам, ухудшает их положение. Он отмечает, что сторонники жёсткого курса в Китае используют поддержку Тибета со стороны Запада как предлог для ужесточения политики, поскольку тибетцы рассматриваются в данном случае как те, кто приглашает иностранцев вмешаться во внутренние дела Китая.
Некоторые критики, например, учёный Д. Лопес в своей книге «Prisoners of Shangri-La: Tibetan Buddhism and the West», отмечают, что на Западе сложился ряд романтических мифов о Тибете, создающих искажённое представление о действительности. Например, распространённое представление о том, что тибетское общество существовало без насилия, противоречит факту участия тибетской армии в многочисленных войнах, начиная с XVII века. Однако именно с фразы о том, что «тибетцы практиковали ненасилие более тысячи лет» начинается фильм М. Скорсезе «Кундун». Критики также считают, что и сами тибетцы в изгнании, включая Далай-ламу, подвержены некоторым западным мифам о тибетской истории и религии и выстраивают свою политику в соответствии с ними.